# Mi–1
A Mi–1 (NATO-kódja: Hare) a Szovjetunióban az 1940-es évek végén kifejlesztett, dugattyús motorral felszerelt, többcélú, könnyű helikopter. Az első szovjet sorozatgyártású helikopter volt. 1950-ben rendszeresítették, a nyilvánosság előtt az 1951-es tusinói légiparádén mutatkozott be. Licenc alapján Lengyelországban is gyártották, SM–1 típusjelzéssel.

## Története

### Az előzmények
Mihail Mil a második világháború után kezdte el egy egyrotoros helikopter tervezését. Az M–13 motorral tervezett EG–1 típusjelű helikopter terveit 1946. április 9-én fogadta el a MAL, de a tervet több ponton át kellett dolgozni. 1947. február 17-én kezdődött el egy kísérleti repülő szerkezet építése a rotorok és a vezérlés tanulmányozásához. 1947. március 26-án a Központi Aero- és Hidrodinamikai Intézetben (CAGI) a T–105 jelű függőleges szélcsatorna alapján létrehozták a helikopterekkel foglalkozó 5. sz. laboratóriumot, Mihail Mil vezetésével.

### Sorozatgyártása
A Szovjetunió Minisztertanácsának döntése alapján a sorozatgyártás kis intenzitással kezdődött el a moszkvai 3. sz. repülőgépgyárban, ahol kezdetben egy 15 darabos szériát építettek meg. A gépet 1951-ben bemutatták Sztálinnak is, ezután döntöttek a sorozatgyártás fokozásáról. A sorozatgyártás fokozásában szerepe volt a helikopterek tömeges alkalmazásának a koreai háborúban. 1952–1953 között a kazányi 384. sz. repülőgépgyárban (ma: Kazányi Helikoptergyár) egy újabb kisebb, 30 db-os sorozatot gyártottak. A tényleges nagy sorozatú gyártás csak 1954-től kezdődött az orenburgi 47. sz. gyárban (ma: Sztrela). Orenburgban 1954–1958 között 597 db-ot gyártottak. 1956-ban a rosztovi 168. sz. repülőgépgyárban (ma: Rosztvertol) is elkezdődött a sorozatgyártás, ahol annak 1960-as befejezéséig 370 db Mi–1-est gyártottak.